# Gametofyt

Gametofyt och sporofyt hos en nålfruktsmossa.

Gametofyt är en sexuellt reproducerande växts haploida livsfas (även ordet gamofyt förekommer). Gametofyters celler innehåller alltså en enkel uppsättning kromosomer. Gametofyten har gametangier som innehåller gameter, d.v.s. könsceller i form av ägg- och spermaceller. Eftersom gametofyten har enkel kromosomuppsättning så bildas könscellerna med mitos. Gametofyten kan vara honlig, hanlig, eller tvekönad. Det finns flera typer av gametangier, men de vanligaste är anteridier (singular: anteridium) som är hanliga. samt arkegon och oogon som är honliga. En ung gametofyt, som nyss har grott ur en spor, kallas också protallium vilket betyder för-bål, alltså det som kommer före den riktiga bålen.
Organismer med gametofyter och sporofyter är generationsväxlare eller haplodiplonter. Hos mossor är gametofyten den mest synliga fasen av växtens livscykel, hos ormbunkar är gametofyten den lilla generationen. Hos fräkenväxter är gametofyten underjordisk. Hos blomväxter är hongametofyten mycket liten (oftast med bara åtta cellkärnor) och innesluten i pistillen. Hangametofyten är pollenkornet.

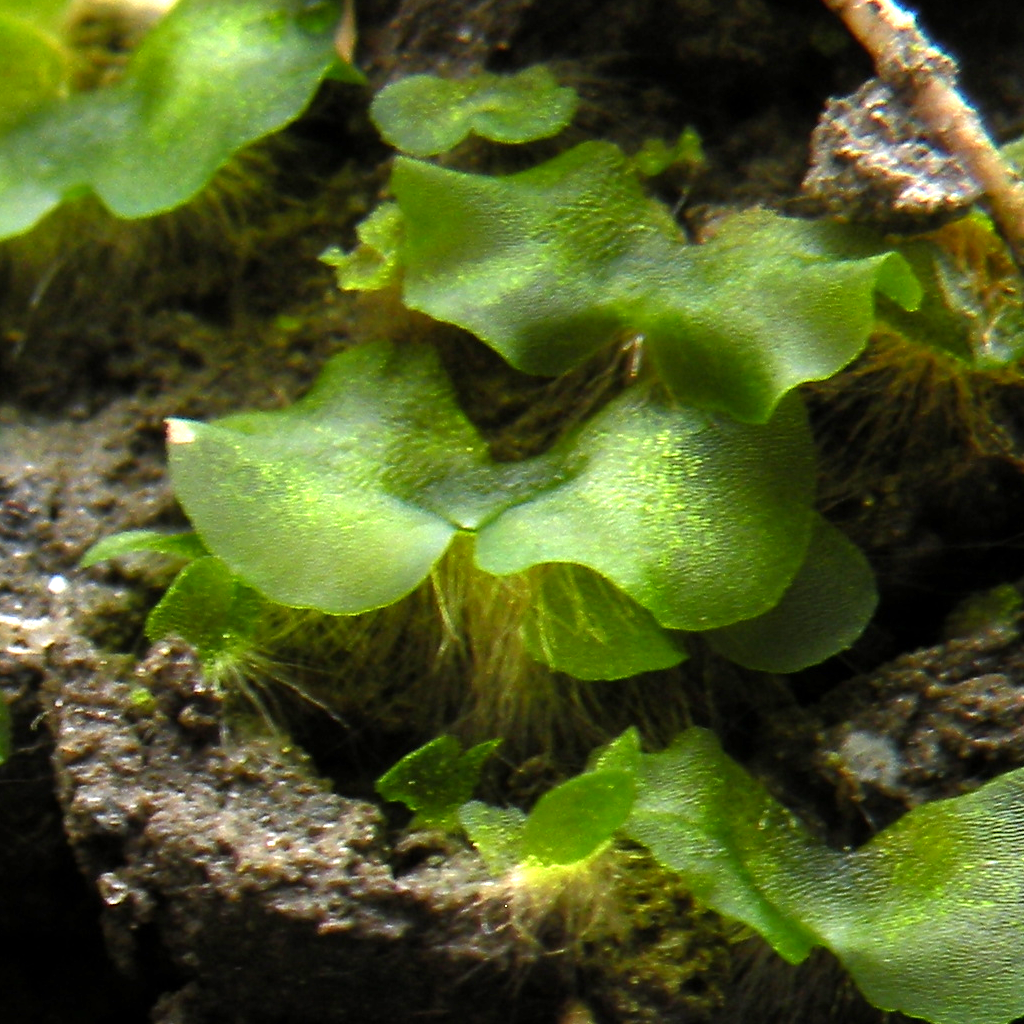
Gametofyt av ormbunke.
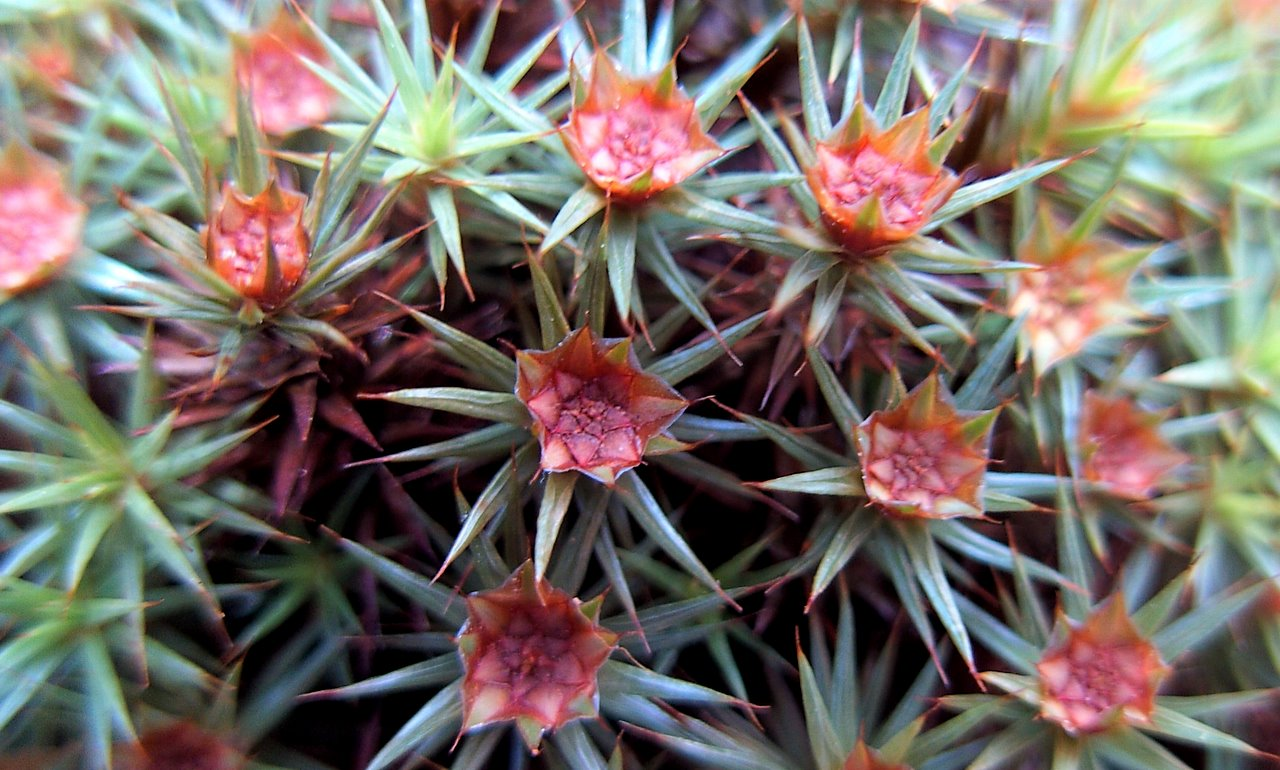
Gametofyt av mossa (Björnmossa) med anteridieskålar.
Illustration av hon-gametofyt hos en blomväxt, fåcellig.